# Hadrodontes ocellatus
Hadrodontes ocellatus är en fjärilsart som beskrevs av Schultze 1917. Hadrodontes ocellatus ingår i släktet Hadrodontes och familjen praktfjärilar. Inga underarter finns listade i Catalogue of Life.